# اوباته
اوباته (به اسپانیایی: Villa San Diego de Ubaté) یک سکونتگاه مسکونی در کلمبیا است که در بخش کوندینامارکا واقع شده‌است.

## خصوصیات
اوباته ۳۶٫۴۳۳ نفر جمعیت دارد.